# Alan Virginius
Alan Virginius (Soisy-sous-Montmorency, 3 de enero de 2003) es un futbolista francés que juega de delantero en el B. S. C. Young Boys de la Superliga de Suiza.

## Trayectoria
El 6 de julio de 2020 firmó su primer contrato profesional con el F. C. Sochaux. Hizo su debut profesional con Sochaux en un empate 2-2 Ligue 2 con Rodez A. F. el 19 de septiembre de 2020.
El 17 de agosto de 2022 firmó con el Lille O. S. C. de la Ligue 1.

## Selección nacional
Fue convocado para capitanear a Francia sub-20 para la Copa Mundial de Fútbol Sub-20 de 2023.

## Estadísticas

### Clubes
Actualizado al último partido disputado el 6 de noviembre de 2024.
| Club                        | Div.          | Temporada     | Liga  | Liga  | Liga   | Copas nacionales | Copas nacionales | Copas nacionales | Copas internacionales | Copas internacionales | Copas internacionales | Total | Total | Total  |
| Club                        | Div.          | Temporada     | Part. | Goles | Asist. | Part.            | Goles            | Asist.           | Part.                 | Goles                 | Asist.                | Part. | Goles | Asist. |
| --------------------------- | ------------- | ------------- | ----- | ----- | ------ | ---------------- | ---------------- | ---------------- | --------------------- | --------------------- | --------------------- | ----- | ----- | ------ |
| F. C. Sochaux II Francia    | 5.ª           | 2020-21       | 1     | 0     | 0      | ―                | ―                | ―                | ―                     | ―                     | ―                     | 1     | 0     | 0      |
| F. C. Sochaux II Francia    | 5.ª           | 2021-22       | 1     | 2     | 0      | ―                | ―                | ―                | ―                     | ―                     | ―                     | 1     | 2     | 0      |
| F. C. Sochaux II Francia    | Total club    | Total club    | 2     | 2     | 0      | 0                | 0                | 0                | 0                     | 0                     | 0                     | 2     | 2     | 0      |
| F. C. Sochaux Francia       | 2.ª           | 2020-21       | 15    | 3     | 2      | 1                | 0                | 0                | ―                     | ―                     | ―                     | 16    | 3     | 2      |
| F. C. Sochaux Francia       | 2.ª           | 2021-22       | 33    | 5     | 1      | 1                | 0                | 0                | ―                     | ―                     | ―                     | 34    | 5     | 1      |
| F. C. Sochaux Francia       | Total club    | Total club    | 48    | 8     | 3      | 2                | 0                | 0                | 0                     | 0                     | 0                     | 50    | 8     | 3      |
| Lille O. S. C. II Francia   | 5.ª           | 2022-23       | 5     | 3     | 0      | ―                | ―                | ―                | ―                     | ―                     | ―                     | 5     | 3     | 0      |
| Lille O. S. C. II Francia   | 5.ª           | 2023-24       | 3     | 0     | 0      | ―                | ―                | ―                | ―                     | ―                     | ―                     | 3     | 0     | 0      |
| Lille O. S. C. II Francia   | Total club    | Total club    | 8     | 3     | 0      | 0                | 0                | 0                | 0                     | 0                     | 0                     | 8     | 3     | 0      |
| Lille O. S. C. Francia      | 1.ª           | 2022-23       | 15    | 1     | 0      | 3                | 0                | 0                | ―                     | ―                     | ―                     | 18    | 1     | 0      |
| Lille O. S. C. Francia      | 1.ª           | 2023-24       | 2     | 0     | 0      | 0                | 0                | 0                | 3                     | 0                     | 0                     | 5     | 0     | 0      |
| Lille O. S. C. Francia      | Total club    | Total club    | 17    | 1     | 0      | 3                | 0                | 0                | 3                     | 0                     | 0                     | 23    | 1     | 0      |
| Clermont Foot 63 Francia    | 1.ª           | 2023-24       | 14    | 0     | 2      | 1                | 0                | 0                | —                     | —                     | —                     | 15    | 0     | 2      |
| Clermont Foot 63 Francia    | Total club    | Total club    | 14    | 0     | 2      | 1                | 0                | 0                | 0                     | 0                     | 0                     | 15    | 0     | 2      |
| B. S. C. Young Boys · Suiza | 1.ª           | 2024-25       | 7     | 0     | 0      | 2                | 4                | 0                | 5                     | 1                     | 0                     | 14    | 5     | 0      |
| B. S. C. Young Boys · Suiza | Total club    | Total club    | 7     | 0     | 0      | 2                | 4                | 0                | 5                     | 1                     | 0                     | 14    | 5     | 0      |
| Total carrera               | Total carrera | Total carrera | 96    | 14    | 5      | 8                | 4                | 0                | 8                     | 1                     | 0                     | 112   | 19    | 5      |